# Citroën Xsara Picasso
Citroën Xsara Picasso är en femsitsig mini-MPV som introducerades 1999. Den bygger på den idag nedlagda Xsaramodellen och huvudkonkurrenten är Renault Scénic.
Sikten snett framåt från förarplats inskränks av de tjocka och starkt lutande A-stolparna, men bagageavdelningen rymmer hela 550 liter. Inredningen är flexibelt ordnad med urtagbara stolar, en mängd förvaringsfack och dessutom en liten hopfällbar shoppingvagn längst bak. Dessutom är växelspaken placerad på instrumentbrädan, vilket är utrymmesbesparande. Tre bensinmotorer (1,6, 1,8 och 2,0) finns tillgängliga, liksom en dieselversion (HDI). Picasso tillverkas i Spanien, Brasilien och Kina.
År 2004 genomgick modellen en mindre ansiktslyftning, vilket innebar nya färg- och fälgalternativ, samt en något annorlunda utformad grill. Under hösten 2006 presenterades en ersättare till Picasso (C4 Picasso), vilken tekniskt baserades på Citroën C4. Denna modell är betydligt större än Xsara Picasso med plats för upp till sju personer. Den äldre Picasso kommer dock att tillverkas i Europa några år till innan produktionen troligen helt flyttas till Kina.

## Motoralternativ
| Modell    | Årsmodell | Motor                   | Cylindervolym | Effekt | Vridmoment | Bränslesystem      |
| --------- | --------- | ----------------------- | ------------- | ------ | ---------- | ------------------ |
| 1.6 i     | 2000-2004 | 4-cyl radmotor SOHC 8V  | 1587 cm³      | 95 hk  | 135 Nm     | Bränsleinsprutning |
| 1.6 i 16V | 2005-     | 4-cyl radmotor DOHC 16V | 1587 cm³      | 109 hk | 147 Nm     | Bränsleinsprutning |
| 1.8 i 16V | 2000      | 4-cyl radmotor DOHC 16V | 1762 cm³      | 110 hk | 155 Nm     | Bränsleinsprutning |
| 1.8 i 16V | 2001-2004 | 4-cyl radmotor DOHC 16V | 1749 cm³      | 115 hk | 160 Nm     | Bränsleinsprutning |
| 2.0 i 16V | 2003-     | 4-cyl radmotor DOHC 16V | 1997 cm³      | 136 hk | 190 Nm     | Bränsleinsprutning |
| 1.6 HDi   | 2005-     | 4-cyl radmotor DOHC 16V | 1560 cm³      | 90 hk  | 215 Nm     | Turbodiesel        |
| 1.6 HDi   | 2004-     | 4-cyl radmotor DOHC 16V | 1560 cm³      | 109 hk | 240 Nm     | Turbodiesel        |
| 2.0 HDi   | 2000-2004 | 4-cyl radmotor SOHC 8V  | 1997 cm³      | 90 hk  | 205 Nm     | Turbodiesel        |